# 毛利兰
毛利兰（日语：／ Mori Ran */?），是日本漫画和动画作品《名侦探柯南》中的虚构角色。

## 創造與構思
毛利兰的名字来源于法国作家、怪盗亚森·罗宾的创作者莫里斯·勒布朗（法文：Maurice Leblanc；日文假名：モーリス・ルブラン；日文罗马音：Mourisu Ruburan）。注：日语中“莫里（Mouri）”与“毛利（Mouri）”谐音，“朗（Ran）”与“兰（Ran）”谐音。
莫里斯·勒布朗曾将柯南·道尔创作的经典形象夏洛克·福尔摩斯引入自己的亚森·罗宾系列的作品，并在被罗宾狠狠戏弄出糗。后因柯南·道尔抗议，对角色做了微调。

## 形象
毛利蘭是東京都米花市帝丹高中二年B班學生、空手道社的女主將，亦是关东地区空手道大赛冠军。是工藤新一的青梅竹马兼女朋友，在伦敦初次被新一告白（被鈴木園子反問是否新一被迫），两人于京都修学旅行期间正式成为情侣。
個性堅強，性格溫柔，陽光而又天真、樂觀而又執著，有著鄰家女孩般平易近人的親切感。善解人意，樂於助人，以一顆真誠的心對待每一個人，對於感情則是羞澀外加一點點遲頓。情感豐富，容易為別人的事落淚，卻常常把自己的悲傷隱藏在笑容之下。害怕鬼怪等可怕事物，但遇上困境卻能迸發出驚人的判斷力和行動力。有強烈的正義感，同時又極富有同情心。曾說過“勇氣這個詞，是形容人挺身而出的正義字眼，不能用來當作殺人的理由”。
官方評價為「新一既強大又溫柔的青梅竹馬」。

## 技能
學業方面，文科表現頗為出色，尤為對三國歷史能侃侃而談。
運動神經敏銳，擅長空手道，因崇拜前田聰（6年前日本空手道冠軍）而開始練習。曾獲得「全國高中空手道關東大賽（個人賽）」冠軍。在電影《漆黑的追蹤者》與愛爾蘭對峙時，躲過秒速350米的子彈。運動種類諸如保齡球、網球、滑雪、游泳、潜水、滑冰等都十分厲害。
善於整理家務、料理、護理、手工藝（編織、陶藝等）。會彈鋼琴，具有一定程度的樂理知識，對於人文歷史也相當熟悉。
具有敏銳的觀察力、領悟力及記憶力，及些許推理能力。
擁有與生俱來的好運氣，抽獎及有獎徵答上幾乎逢玩必贏，麻將或撲克牌遊戲中也常抽中好牌，使柯南與毛利小五郎感到驚嘆。

## 容貌
作品中受到數名男性搭訕、追求，由於容貌美麗可愛、身材纖細且豐滿，曾被電影導演發掘並邀約出演電影女主角，亦被電視劇導演形容外貌可愛，武打及正義勇敢的形象讓導演想起年輕時的藤峰有希子。
她的髮型是直長髮（有時會紮成馬尾），特徵是彈起的瀏海。在回憶場景中，從幼年時期就開始描繪出她瀏海彈起的樣子，但兒時的髮型並不是長髮。高中一年級時身高160公分。
另外，小蘭的容貌設計靈感來自於《神偷怪盜》的女主角中森青子，因此兩人看起來很相似，但與新一和基德不同，相似之處只有氛圍的程度，作品中並未設定她們的臉貌完全一致，作者表示這只是描繪區分的問題。此外，在動畫特別篇中，小蘭與維斯帕尼亞王國的米拉公主的容貌相似度甚至超過青子，當米拉公主為了逃亡而與小蘭交換身份時，不僅柯南等人，連魯邦三世都一度產生混淆。

## 人際關係

### 家人
| 姓名       | 備註 |
| ---------- | --- |
| 毛利小五郎 | 父親是名偵探；父母在她7歲時分居，和經營毛利偵探事務所的父親同住。對於分居中的父母，常暗中撮合雙方感情。 |
| 妃英理     | 母親是知名律師                                                                                          |

### 朋友
| 姓名     | 備註 |
| -------- | --- |
| 工藤新一 | 是工藤新一的青梅竹馬。最初因為新一在紐約協助自己救下銀髮殺人魔（由苦艾酒所偽裝）後說「我覺得殺人需要原因，可是救人是不需要理由」，真正開始對新一產生感情。後來新一在倫敦大笨鐘前對自己表白後，才知曉新一的心和自己是一樣的。直到京都修學旅行期間，才親吻新一臉頰回應自己的心意並正式發出交往的請求。 |
| 鈴木園子 | 为好友关系。 |
| 服部平次 | 为好友关系。 |
| 遠山和葉 | 为好友关系。 |
| 世良真純 | 为好友关系。 |
| 本堂瑛祐 | 为好友关系。 |
| 阿笠博士 | 为好友关系。 |

## 劇中表現
在新一失蹤後，小蘭說服父親收留化名為江户川柯南的新一，並擔任其監護人。她曾數次察覺柯南驚人的推理能力，怀疑兩者為同一人，在最懷疑、最極端時還對柯南稱「新一」，但每次都在柯南或其他人的幫助下成功瞞過，至今仍不知道「江戶川柯南=工藤新一」。
雖然柯南一直堅持‘絕對不能讓小蘭捲入和黑衣組織有關的事件中’，但實際上小蘭早已和組織有了頗深的接觸。滿月篇，小蘭從苦艾酒的槍口下救出灰原哀，而苦艾酒想起自己一年前曾裝扮過銀髮殺人魔，受過新一和小蘭的出手相救，令她心存感激並稱小蘭為「Angel」。目前因柯南和苦艾酒的保護，小蘭尚未知曉黑衣組織的存在。
怪盜基德（真實身分為黑羽快斗），和新一的外貌和聲音上有驚人地相似，小蘭曾難以區分兩者差異。在《名偵探柯南：紺青之拳》中，小蘭以新一的女友身份，與偽裝成新一的基德牽手差一點就要接吻。此時已經確定眼前並非新一，而是基德偽裝。隨與警方合作，在基德回國時試圖將基德逮捕。

## 影響
毛利蘭最大的特徵为其头上的角，其头型從原來的半屏山頭逐渐改变為目前前額有個角狀的髮型（約30°～50°），这一过程并不是一蹴而就的，毛利兰的角状发型是在漫画第二卷到第三卷之间逐渐演变而形成的一个特征，角确定成型发生在漫画第三卷的后半段。故此毛利兰常被網友吐槽為「角蘭」、「獨角蘭」或凶器等等。
毛利蘭曾和新一及園子在其他動畫中客串。
聲優水瀨祈小時候對於毛利蘭與《美少女戰士》水手金星有所憧憬，得知聲優的存在後決定以成為聲優為目標，並受毛利蘭影響而開始學空手道。
日本著名編劇高屋敷英夫在《魯邦三世》動畫第二部製作中曾使用過「毛利蘭」這一筆名。

## 人氣
2005年第1回『最佳人氣角色』排名第6位（116票）、『最想成為戀人』排名第2位（395票）、『最想成為兄弟姊妹』排名第4位（246票）。
2011年電視和劇場版15週年紀念人氣角色排名第5位。
2012年《週刊少年 Sunday》連載800回紀念人氣角色排名第6位。
2014年5月號《ダ・ヴィンチ》雜誌中最喜歡的角色排名第5位
2020年6月號《ダ・ヴィンチ》雜誌中『給讀者帶來幸福的角色』排名第6位。

## 外部連結
- 毛利 蘭｜キャラクター｜名探偵コナン｜読売テレビ（日語）